# قرب (برشلونة)
بلدية غورب (بالكاتالانية: Gurb) هي إحدى بلديات مقاطعة برشلونة، والتي تقع في منطقة كاتالونيا، شرق إسبانيا.
يبلغ عدد سكانها 2.344 نسمة وفقاً لإحصائية سنة (2007).